# Calcis (Eólida)
Calcis (en griego antiguo, Χαλκίς) era una ciudad de la Antigüedad situada en Eólida. 
Es mencionada por Esteban de Bizancio y también se conoce a través de testimonios numismáticos ya que se conservan monedas de bronce del siglo IV a. C. en las que figura inscrito «ΧΑ» y que se atribuyen a Calcis.
Se desconoce el lugar exacto donde estaba situada aunque se ha sugerido que podría localizarse en la actual isla turca de Çiplak Ada, situada en un archipiélago de numerosas islas que hay entre Lesbos y Asia Menor. Heródoto conocía este archipiélago como el de las «Cien islas» y menciona que allí había ciudades eolias pero no cita el nombre de ninguna de ellas.